# Vellinge kommun
Vellinge kommun er en kommune i Skåne län (Skåne) i Sverige.

## Byområder
Der er 9 byområder i kommunen.
Indbyggere pr. den 31. december 2005. Hovedbyen er markeret med fed skrift.
| # | Byområde             | Indbyggere |
| - | -------------------- | ---------- |
| 1 | Höllviken            | 10.014     |
| 2 | Skanör med Falsterbo | 6.861      |
| 3 | Vellinge             | 6.115      |
| 4 | Ljunghusen           | 2.444      |
| 5 | Hököpinge            | 923        |
| 6 | Västra Ingelstad     | 703        |
| 7 | Rängs sand           | 596        |
| 8 | Gessie villastad     | 485        |
| 9 | Östra Grevie         | 436        |